# 19969 Девідфрідман
19969 Девідфрідман (19969 Davidfreedman) — астероїд головного поясу, відкритий 11 серпня 1988 року.
Тіссеранів параметр щодо Юпітера — 3,544.